# Seniorat południowy diecezji Buffalo-Pittsburgh PNKK
Seniorat południowy (Southern Seniorate) – seniorat (dekanat) diecezji Buffalo-Pittsburgh Polskiego Narodowego Kościoła Katolickiego w USA i Kanadzie (PNKK) położony w Stanach Zjednoczonych Ameryki Północnej. Parafie senioratu znajdują się w stanie Pensylwania. Seniorem (dziekanem) senioratu jest ks. Richard Seiler Jr. z Carnegie.

## Parafie senioratu południowego
- parafia misyjna św. Józefa w Belle Vernon, proboszcz: ks. Feliks Pyzowski
- parafia Najświętszego Serca Pana Jezusa w Canonsburg, proboszcz: ks. sen. Richard Seiler Jr.
- parafia Wszystkich Świętych w Carnegie, proboszcz: ks. sen. Richard Seiler Jr.
- parafia św. Cyryla i Metodego w Homestead, proboszcz: ks. Bruce Sleczkowski
- parafia Świętej Trójcy w McKees Rocks, proboszcz: ks. Michael Selep
- parafia Świętej Rodziny w McKeesport, proboszcz: ks. Bruce Sleczkowski
- parafia Przemienienia Pańskiego w Mount Pleasant, proboszcz: ks. Feliks Pyzowski
- parafia Świętej Trójcy w Waszyngtonie, proboszcz: ks. Mark Swoger